# کایلی اسپارکز
کایلی اسپارکز (انگلیسی: Kylie Sparks؛ زادهٔ ۲۷ ژانویه ۱۹۸۷) یک هنرپیشه اهل ایالات متحده آمریکا است.
از فیلم‌ها یا برنامه‌های تلویزیونی که وی در آن نقش داشته است می‌توان به پیتزا، کدبانوهای وامانده، بخش فوریت‌های پزشکی و استخوان‌ها اشاره کرد.